# Thierry Breton
Pour les articles homonymes, voir Breton (homonymie).
Thierry Breton, né le 15 janvier 1955 à Paris, est un dirigeant d'entreprises, administrateur de sociétés, homme politique et écrivain français. Il détient également la nationalité sénégalaise depuis 2015.
Vice-président de Bull (1996-1997), président-directeur général de Thomson (1997-2002) puis de France Télécom (2002-2005), il est ministre de l'Économie, des Finances et de l'Industrie au sein du gouvernement Raffarin III de 2005 à 2007, puis enseignant à la Harvard Business School (2007-2008). Alors qu'il est président-directeur général du groupe Atos de 2009 à 2019, il est classé à trois reprises (2010, 2017 et 2018) parmi les 100 patrons les plus performants au monde par la Harvard Business Review.
Il est également président de l'Association nationale de la recherche et de la technologie (ANRT) et membre élu de l'Académie des technologies.
En 2019, il est nommé commissaire européen, chargé du marché intérieur, de la politique industrielle, du tourisme, du numérique, de l'audiovisuel, de la défense et de l'espace. Il en démissionne le 16 septembre 2024 à la suite de désaccords avec la présidente Ursula von der Leyen.

## Biographie

### Formation
Thierry Breton naît le 15 janvier 1955 à Paris, il est le fils de Denis Breton, directeur au Commissariat à l'énergie atomique, et de Simone Margot.
Après avoir été élève à l'École alsacienne à Paris (du primaire au lycée, de 1963 à 1972) puis en classes préparatoires aux grandes écoles au lycée Louis-le-Grand, Thierry Breton intègre l'École supérieure d'électricité (Supélec), où il obtient en 1979, un diplôme d'ingénieur . En 1994, il est auditeur de la 46e session de l'Institut des hautes études de défense nationale (IHEDN).

### Entrepreneur

#### Débuts
Thierry Breton est  professeur d'informatique et de mathématiques au lycée français de New York, dans le cadre de son service national au titre de la coopération (1979). En 1981, il crée Forma Systems, une société d'analyse de systèmes et d'ingénierie informatique dont il devient PDG. Il en quitte la présidence en 1986 pour se consacrer au projet du Futuroscope,.

#### Futuroscope
À la suite de sa rencontre en 1982 avec René Monory, qui le considérera comme étant son héritier politique, il participe à la conception du Futuroscope de Poitiers en tant que chef du projet, de 1986 à 1990. Il contribue notamment au développement de la partie « aire d'activités technologiques » qui deviendra la Technopole du Futuroscope.

#### CGI
De 1990 à 1993, il est directeur général de CGI, Compagnie Générale de l'Immobilier.

## Dirigeant d'entreprises
Gestion des entreprises : Breton a dirigé plusieurs grandes entreprises, notamment Thomson, France Télécom et Atos.  

### Bull
En 1993, il entre chez Bull qui est en proie à de grandes difficultés, en tant que directeur de la stratégie et du développement aux côtés de Jean-Marie Descarpentries. Il en devient directeur général adjoint. Administrateur du groupe à partir de 1996, il accède en septembre à la vice-présidence du conseil d'administration alors qu'il est âgé de 40 ans et devient administrateur délégué (directeur général) du groupe. En février 1996, considérant que la filiale microinformatique de Bull (Zenith Data Systems) ne possède pas la taille critique, Thierry Breton décide, avec l'aide du japonais NEC, de la fusionner avec l'américain Packard Bell, après avoir aidé les deux groupes à se rapprocher l'année précédente.

### Thomson
Les montants exprimés prêtent à confusion (à vérifier):  soit tout en en francs, soit tout en euros (rappel: en 2002 le franc n'était plus en circulation).
En mars 1997,, il est nommé par le gouvernement à la tête de Thomson, alors valorisée un franc symbolique, et repositionne le groupe autour des nouvelles technologies de l'image et d'Internet. Considéré comme une véritable pépite pour le groupe, le portefeuille de brevets du groupe (RCA), hérité de General Electric en 1998, génère un chiffre d’affaires de 1,8 milliard de francs en 1999. Après une recapitalisation de onze milliards de francs (1,7 milliard d'euros) par l'État français, le redressement de l'entreprise valorise Thomson jusqu'à cent milliards de francs en 2002, tandis que 30 % des actions du groupe sont alors en circulation et le reste contrôlé par l'État (dix milliards d'euros). Ce dernier revend progressivement sa participation au marché et in fine en 2003 son reliquat, représentant 18,5 % du capital du groupe électronique pour un montant résiduel de 950 millions d’euros.
En 2001, Thierry Breton est élu par La Tribune « Stratège de l'année » pour sa gestion de Thomson. En septembre 2002, il est nommé président d'honneur de la société à la suite de son départ pour France Télécom.
En 2003, l’État français vend ses dernières participations dans Thomson et l'accumulation des difficultés et de fortes pertes mène le groupe au bord du gouffre.

### France Télécom
Régulièrement décrit comme un « redresseur » d’entreprises,, Thierry Breton est nommé par le gouvernement à la tête de France Télécom le 2 octobre 2002.
L'opérateur, surendetté à hauteur de 70 milliards d'euros à la suite de l'éclatement de la bulle financière de l'Internet voit sa situation se dégrader à grande vitesse en raison de la défiance des agences de notation. France Télécom est alors surnommée « l’entreprise la plus endettée au monde ».
Lors de la prise de fonction de Thierry Breton, qui conserve le même salaire qu'il avait chez Thomson (2,3 fois supérieur à celui de son prédécesseur,), le cours de l’action est inférieur à 7 €. Deux mois après son arrivée, le cours de Bourse augmente de 170 %. Il lance alors le plan « Ambition FT 2005 », s’appuyant sur les deux axes de croissance constitués par l’ADSL et la téléphonie mobile.
Cette initiative, qui doit permettre à l’entreprise de « reprendre son destin en main », se base sur trois axes visant chacun quinze milliards de réduction de dette : un renforcement des fonds propres de l’entreprise ; un refinancement auprès des marchés et un programme d’amélioration opérationnelle, baptisé « TOP », comprenant un plan de réduction de coûts qui – accentué par le volet social Act engagé par son successeur Didier Lombard – participe selon un rapport du cabinet Technologia, à l'augmentation des facteurs de risques psychosociaux ayant pu affecter les salariés du groupe.
En parallèle d'une situation financière délicate, l’opérateur voit la concurrence s'intensifier en France, son marché historique, alors même que l'Autorité de régulation des communications électroniques et des postes (ARCEP), « gendarme des télécoms », demande un dégroupage ADSL. Pour répondre à ces défis, Thierry Breton signe notamment la fin de l’aventure Orange en Bourse et reprend le contrôle à 100 % de sa filiale et de ses bénéfices. Il lance le plan « Internet haut débit pour tous » en juillet 2003, ayant pour objectif de mettre le haut débit à disposition de 90 % des Français. Pour ce faire, il augmente les dépenses du secteur de l'innovation de 20 % par rapport à 2003 et lance la charte Départements innovants pour accélérer le développement du haut débit en région. L'année suivante, l’entreprise enregistre plus de 7 000 brevets déposés en France et à l’étranger. La même année France Télécom réintègre Wanadoo afin d’intégrer les activités de téléphonie fixe et de fournisseur d’accès. En juillet 2004, il annonce le lancement de la Livebox, première offre « Triple Play » de l’opérateur.
En septembre 2004, le gouvernement finalise la privatisation de France Télécom, engagée progressivement depuis 1996, mais conformément à la loi du 31 décembre 2003, proposée et défendue par Thierry Breton le statut spécifique des employés fonctionnaires est maintenu.
Sous la direction de Thierry Breton, France Télécom sera le premier opérateur historique à avoir élaboré et mis en œuvre le concept d'« opérateur intégré ». En moins de trois ans, il aura ramené la dette sous la barre des 40 milliards d'euros.
À son départ pour le ministère de l’Économie en février 2005, le cours de l’action est de 23 €.
Il est nommé président d’honneur de France Télécom, après avoir choisi de ne pas percevoir d’indemnités de départ, initialement prévues à hauteur de vingt et un mois de rémunération brute.
En janvier 2010, la Harvard Business Review publie pour la première fois le classement des 100 patrons les « plus performants » au monde (The 100 Best-Performing CEOs in the World) s'appuyant sur une étude académique reprenant les performances comparées, au cours de leurs mandats, des chefs d'entreprise des 2 000 plus grandes entreprises mondiales sur une période courant de 1995 à 2009. Thierry Breton y occupe la 62e position au titre de son mandat de président-directeur général de France Télécom.

### Atos

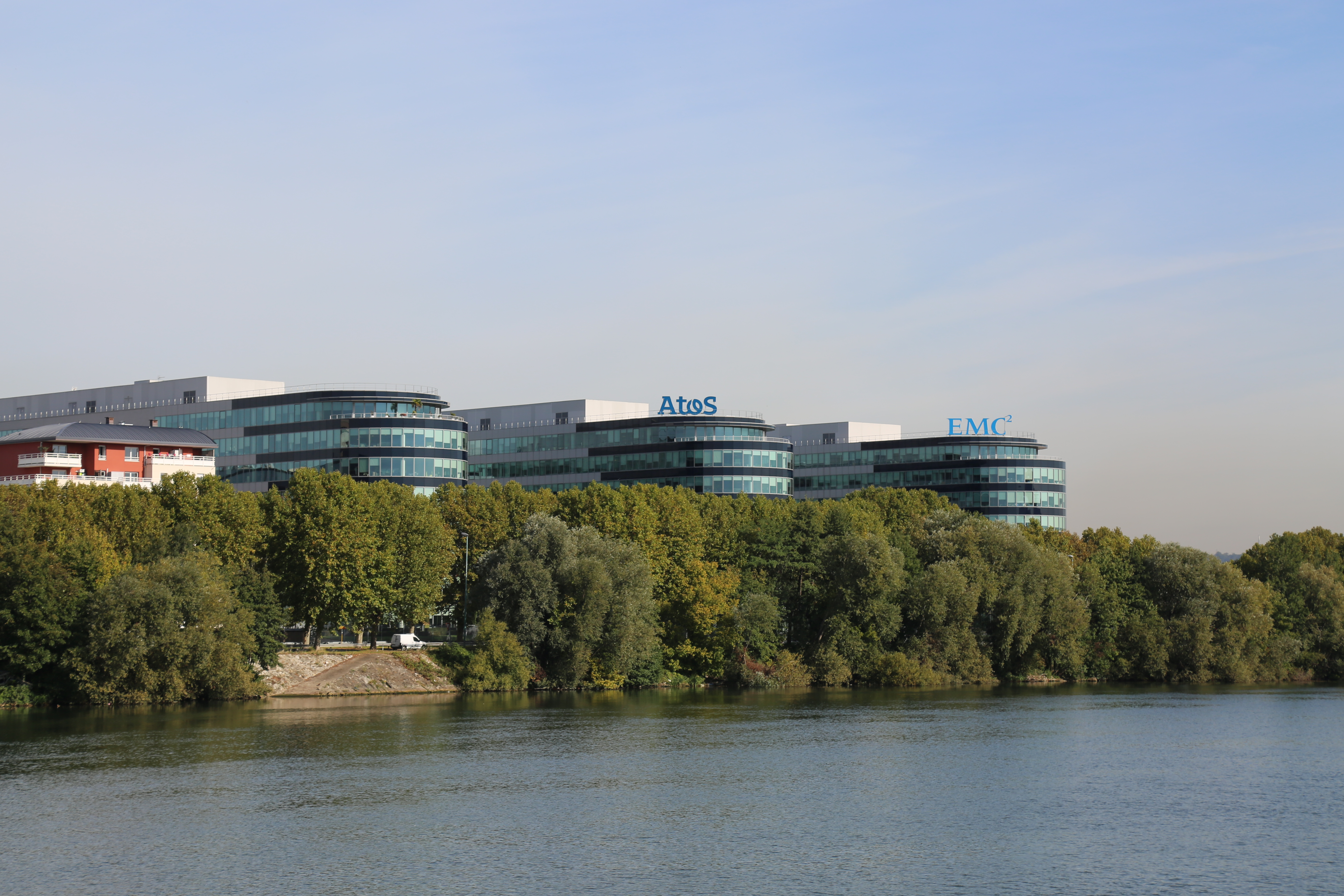
Siège social d'Atos à Bezons (Val d'Oise)

En novembre 2008, Thierry Breton est nommé président du directoire de l'entreprise française de services numériques Atos Origin, rebaptisée depuis Atos. Il est élu  président-directeur général du groupe le 10 février 2009 par l'assemblée générale des actionnaires administrateur, puis par le conseil d'administration. À l'annonce de sa nomination, le cours en Bourse, situé à 18 €, se renchérit de 7,84 %.
Atos réalise en 2008 un chiffre d'affaires de 5,5 milliards d'euros et compte 50 000 salariés.

#### Acquisition de Siemens IT Solutions and Services et partenariat franco-allemand
En juillet 2011, il dirige l'acquisition des activités informatiques du groupe industriel allemand Siemens qui permet au groupe de changer de dimension avec 78 500 collaborateurs dans 42 pays, se hissant au second rang européen derrière IBM. L'opération est saluée par les marchés financiers, l'action d'Atos gagnant 11,6 %.
Avec l'intégration de 28 000 ingénieurs, Atos devient l'une des plus importantes coopérations industrielles et technologiques franco-allemandes depuis Airbus, se traduisant notamment par un rapprochement financier (Siemens prenant 15 % du capital d'Atos), la création d'un fonds d'investissement commun de cent millions d'euros et une réponse conjointe à des appels d'offres internationaux.
Cette stratégie est distinguée par le prix « coopération industrielle » remis par la chambre franco-allemande de commerce et d’industrie, Atos étant reconnu par la suite comme « l' Airbus » des services informatiques.
Thierry Breton fait adopter en 2012 le statut de société européenne (SE) à Atos, qui dispose d'un siège en France et d'un second en Allemagne, à Munich.
Il participe par ailleurs à d’autres projets institutionnels européens au sein desquels le partenariat avec l’Allemagne est central, comme le European Cloud Partnership (2012-2014) de la Commission européenne qu’il copréside avec Jim Snabe, co-PDG du leader mondial allemand de logiciels SAP.
Avec OVHcloud, il copilote le Plan Cloud des 34 plans de la Nouvelle France Industrielle qui promeut notamment le stockage et le traitement des données Européennes en Europe, position qu'il reprendra comme commissaire européen.

#### Autres acquisitions
En mai 2014, Thierry Breton lance une OPA amicale sur l’acteur informatique historique français Bull, visant à faire d’Atos le numéro un européen du cloud et l’un des principaux acteurs mondiaux en big data et cyber-sécurité. Cette acquisition, saluée par les marchés (l’action d’Atos gagnant 6,2 % et celle de Bull 21,9 % le jour de l’annonce), permet notamment au groupe de se positionner sur le segment des supercalculateurs et en devenir le seul constructeur européen.
Six mois plus tard, il annonce l’acquisition par Atos des activités d’outsourcing informatique de Xerox ainsi qu’un partenariat stratégique avec le groupe américain. Cette opération, accueillie très favorablement en Bourse, fait entrer Atos dans les cinq premières sociétés numériques au monde. L’entreprise, qui a doublé de taille en six ans, compte près de 100 000 employés.
Par la suite, alors qu’en 2021, Atos connaît une « année noire » sont dénoncées les acquisitions coûteuses de la décennie passée, sous la direction de Thierry Breton,. Selon L'Usine nouvelle, cette « croissance effrénée » était alors critiquée en interne. Fin 2023, Atos ne pouvant plus supporter la dette contractée pendant les années où Thierry Breton était dirigeant, entame son démantèlement et lutte pour sa survie,.

#### StratégieZero-Email
Il annonce en 2011 son objectif de supprimer « l'usage interne » du courrier électronique, mettant en œuvre une stratégie baptisée « Zero-Email » qui vise à le remplacer par des outils appropriés tels que réseaux sociaux d'entreprise, messageries instantanées et outils collaboratifs. Il déclare à cette occasion que l'explosion non contrôlée des courriels internes est susceptible de créer à terme une « pollution informationnelle » moderne.
En 2012, il est élu par Les Échos « Stratège de l'année » pour sa gestion d'Atos. L’année suivante, l’entreprise est classée au second rang du palmarès des employeurs français de RegionsJob et L'Express, qui prend notamment en compte les conditions de travail, les perspectives de carrière et la pérennité de l’entreprise.

#### Programme quantique
En 2016, il annonce le lancement d'un programme scientifique au sein d'Atos consacré à l'ordinateur quantique, préparant ainsi les révolutions technologiques à l'horizon 2030. Le projet, baptisé Atos Quantum, est confié à l'ingénieur Cyril Allouche. Il se dote d'un comité scientifique prestigieux, comprenant notamment Serge Haroche, lauréat du prix Nobel de physique, Alain Aspect (également lauréat en 2022) ainsi que Cédric Villani, lauréat de la médaille Fields.

#### Entrée au CAC 40
En mai 2015, la capitalisation boursière du groupe s’élève à 7,29 milliards d’euros, en hausse de plus de 5 milliards par rapport à novembre 2008. En 2016, il est élu par L'Usine nouvelle « Industriel de l'année » pour avoir doublé, en huit ans, la taille du groupe Atos, le tout sans endettement.
En mars 2017, le groupe Atos fait son entrée dans l'indice CAC 40 de la Bourse de Paris ; il perçoit alors 5,47 millions d'euros de salaire annuel.
En octobre 2017, la revue américaine Harvard Business Review le classe 52e patron le plus performant au monde pour sa gestion du groupe Atos. En 2018, il est à nouveau classé parmi les 100 meilleurs patrons au monde, figurant ainsi pour la seconde année consécutive et pour la 3e fois en moins de dix ans dans le classement mondial des Top 100.
En janvier 2019, il annonce la distribution aux actionnaires d'Atos de près d'un quart du capital de la filiale Worldline, afin de créer deux pure players et deux groupes à dimension mondiale à partir d'un seul.
En avril 2019, anticipant la loi PACTE, il fait voter par les actionnaires d'Atos la « raison d'être » de l'entreprise, qui consiste notamment à « contribuer à façonner l'espace informationnel » au sein duquel transitent les données.
Les difficultés d’Atos peu après son départ ont pour conséquence la multiplication des critiques de sa gestion du fleuron technologique français et de ses choix stratégiques qui se sont révélés « peu judicieux », selon les analystes. Thierry Breton est accusé d’avoir mené « une course effrénée à la croissance externe ». En 2021, Capital considère que « l'héritage de Thierry Breton pèse lourd » dans la chute d'Atos. Pour Alternatives économiques, Atos a été « victime de la folie des grandeurs de Thierry Breton. » Selon ses comptes détaillés, près d’un milliard d’euros (970 millions) de ces pertes comptables sont enregistrés aux États-Unis où Atos est essentiellement présent par sa filiale Syntel. Cette société, « le symbole des "années Breton" » acquise à la suite d’une OPA de 2,9 milliards d’euros fin 2018 est déjà provisionnée à hauteur de 883 millions d'euros en 2021.

#### Démission et départ pour la Commission européenne
Le 24 octobre 2019, le président de la République, Emmanuel Macron, propose sa nomination comme membre de la Commission européenne chargé de la politique industrielle, du marché intérieur, du numérique, de la défense et de l'espace.
Entre la date de sa prise de fonction du rôle de PDG d'Atos, le 10 février 2009, et sa date de départ, le 31 octobre 2019, le cours boursier d'Atos est passé de 14€ à 72€. Entre 2009 et 2019, le chiffre d'affaires du groupe Atos passe de 5,1 milliards d'euros à 11,6 milliards d'euros. Sur la même période, la marge brute du groupe passe de 0,29 milliard d'euros à 1,19 milliard d'euros,.
Pour prévenir les risques de conflits d'intérêts, il cède l'intégralité de ses actions Atos : en 2018, il détenait 508 085 actions de l'entreprise, pour une valeur de plus de trente millions d'euros (il en cède 71 620 en juillet 2018 pour une valeur de 5,3 millions d'euros, pour un total de 10,5 millions en cinq ans). Au cours de son mandat chez Atos, il a engrangé près de 26 millions d'euros bruts de rémunération. En quittant ses fonctions pour devenir commissaire européen, son âge lui permet en théorie de bénéficier d'une pension de 711 000 euros par an, soit le triple de son salaire de commissaire européen (270 000 euros par an), mais il décide d'en suspendre le versement durant toute la durée de son mandat.
Avant son audition par les parlementaires européens devant valider sa candidature, l’association Anticor dépose plainte afin de relancer une affaire de « délit de favoritisme et prise illégale d'intérêts » , présumée classée sans suite, pour laquelle le Parquet national financier avait ouvert une enquête en mars 2016 sur les conditions d'attribution de plusieurs marchés publics concernant le parc des radars automatiques.
Le média Reflets.info, qui a consulté la plainte, indique que l'avocat d'Anticor, Jérôme Karsenti, « y explique notamment que le ministère de l’Économie et des Finances a été "un acteur central" de quatre marchés « faramineux » passés entre l’État et des sociétés du groupe Atos. (...) Son actuel PDG, Thierry Breton, et un autre de ses dirigeants, son ancien directeur de cabinet à Bercy, Gilles Grapinet, auraient pu "influer sur la signature" desdits contrats quand ils étaient au ministère, "constituants ainsi le délit de prise illégale d'intérêts tel que prévu et réprimé par les articles 432-12 et 432-13 du Code Pénal".»
Sa candidature est approuvée par le Parlement européen le 14 novembre 2019,,.

## Parcours politique

### Conseiller régional de Poitou-Charentes (1986-1992)
De 1986 à 1988, Thierry Breton intègre le cabinet de René Monory au ministère de l'Éducation nationale en tant que conseiller pour l'informatique et les technologies nouvelles. Il siège en outre au conseil régional de Poitou-Charentes, de 1986 à 1992, (à la tête de la commission formation et en tant que vice-président à partir de 1988), que préside Jean-Pierre Raffarin, sous l'étiquette divers droite.
En 1993, il est chargé d'une mission sur le télétravail par le Premier ministre Édouard Balladur. Cette mission donnera lieu à la publication de deux rapports à La Documentation Française : Le télétravail en France (1993) et Les Téléservices en France (1994).

### Ministre de l'Économie, des Finances et de l'Industrie (2005-2007)

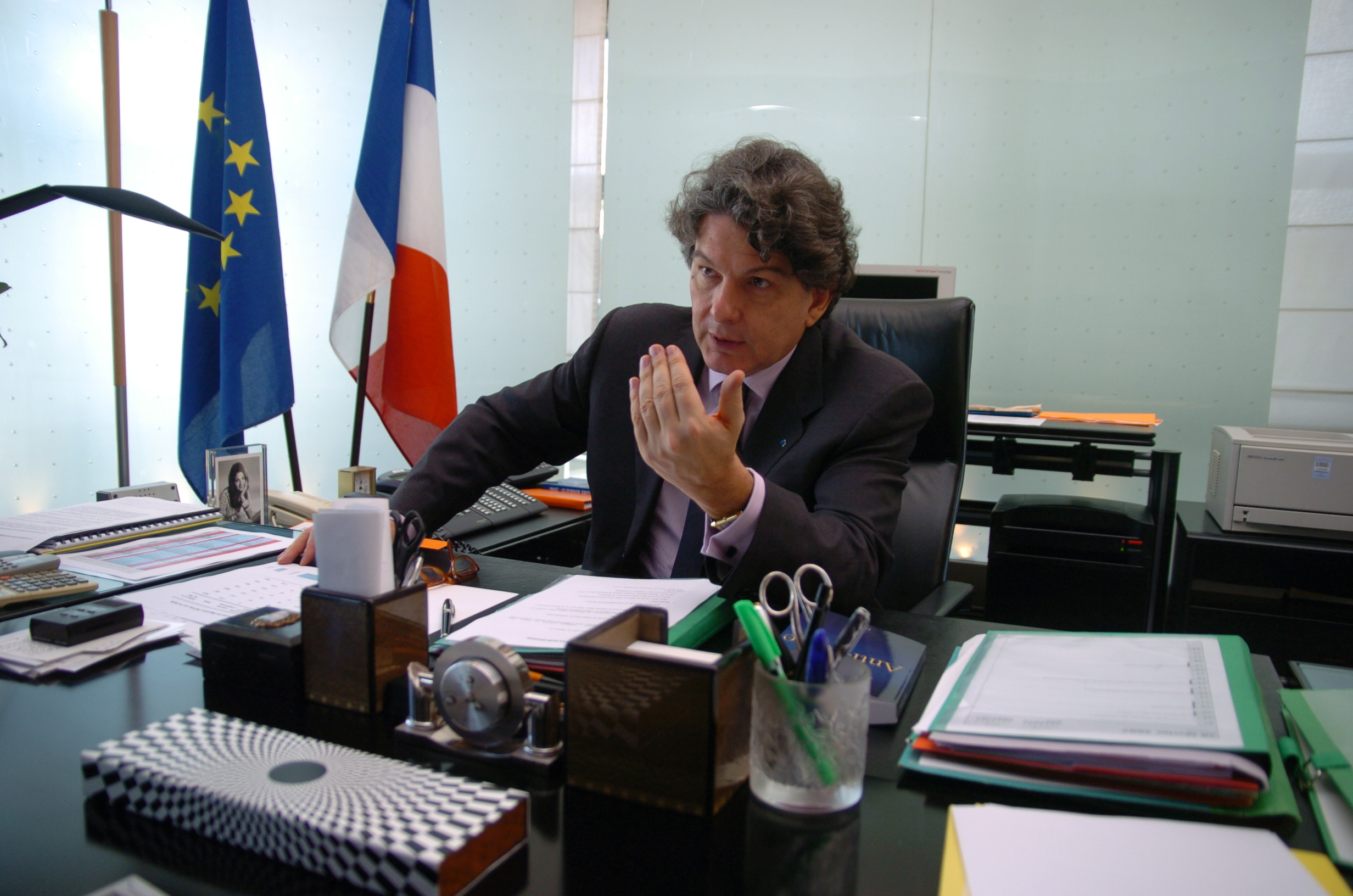
Thierry Breton, Ministre de l'Économie, des Finances et de l'Industrie, le 5 mars 2007.

Déjà pressenti pour succéder à Nicolas Sarkozy à la tête de Bercy en novembre 2004,, Thierry Breton est nommé ministre de l'Économie, des Finances et de l'Industrie dans le gouvernement Raffarin III en février 2005, en remplacement d'Hervé Gaymard.
Il est en 2005 l'un des artisans de la privatisation des autoroutes, puis contribue à la privatisation de France Télécom. Il s'engage en faveur de la rigueur budgétaire, avec des coupes dans les finances publiques comme dans la fonction publique.

#### Réduction de la dette
Lors de ses deux années et demie passées à la tête de Bercy, il axe sa politique économique sur la nécessité d'assainir les comptes publics via notamment la réduction de la dette. Il déclare dès juin 2005 que la France « vit au-dessus de ses moyens », faisant écho aux propos tenus par le Premier ministre Raymond Barre en 1976. Il affirme aux Français que la totalité de leurs impôts sur le revenu sert uniquement à financer les seuls intérêts de la dette nationale.

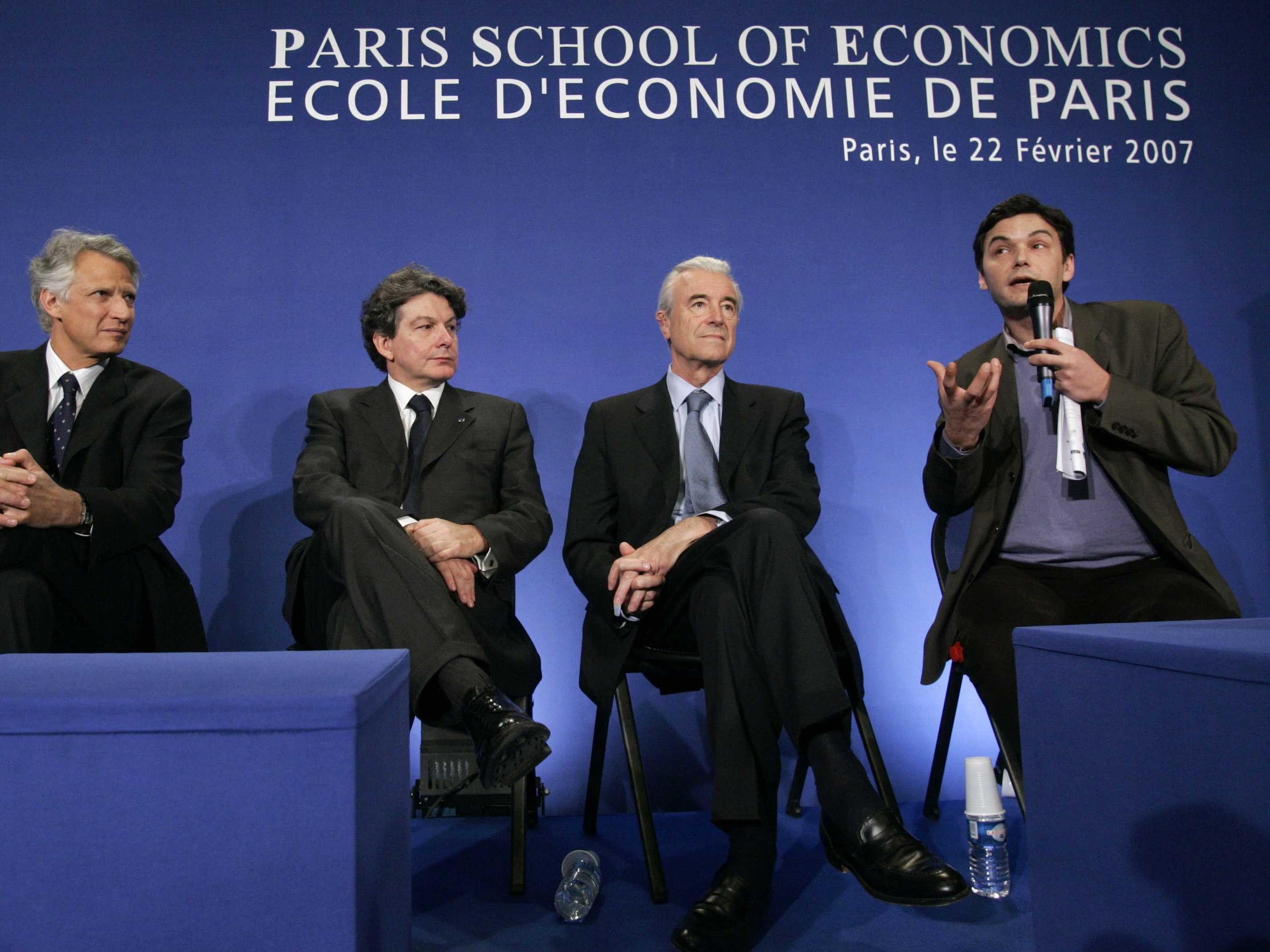
Thierry Breton avec Dominique de Villepin, Gilles de Robien et Thomas Piketty à Paris, le 22 février 2007.

Un mois plus tard, il installe une commission, présidée par le patron de BNP Paribas Michel Pébereau, chargée de « rompre avec la facilité de la dette publique ».
Fixant comme objectif prioritaire le maintien du déficit public sous la barre des 3 % du PIB en 2005 et en 2006, il préconise la baisse des dépenses publiques et la suppression de plus de 5 000 postes de fonctionnaires, dont environ 2 600 au sein même de Bercy.
Fin 2005, le déficit de la France retombe à 2,9 % du PIB, après trois années  consécutives de dépassement du taux de 3 %. En 2006, le déficit public est ramené à 2,5 % et la dette publique enregistre une forte baisse, de 66 % à 63,9 % du PIB. Pour la première fois depuis 1995, le budget du pays est en excédent primaire. En parallèle, le PIB de la France augmente de 2,1 % en 2006, contre 1,7 % en 2005. En février 2007, le taux de chômage se situe entre 8,4 % et 8,8 %, score le plus faible enregistré depuis juin 1983.
Ce qui a permis de réduire le déficit :
- Réduction des dépenses publiques.
- Ventes d"actifs publics (EDF, Gaz de France, apportant des recettes ponctuelles et non des solutions structurelles.  Le transfert des retraites des agents EDF-GDF aux régimes de droit commun a contribué à la réduction du déficit)[125].
- Conjoncture économique européenne en croissance en 2005 (augmentation des recettes fiscales).

Cependant la dette publique a continué de croître en proportion du PIB, indiquant que la baisse du déficit ne reflétait pas une réforme profonde des finances publiques.
En conclusion, si Thierry Breton a joué un rôle clé en tant que ministre des Finances, en appliquant des politiques de rigueur et en encourageant certaines réformes, le retour du déficit sous les 3 % est aussi dû à des facteurs externes et conjoncturels. Ses décisions ont contribué, mais elles s'inscrivent dans un cadre plus large, où la conjoncture économique favorable et des recettes exceptionnelles ont joué un rôle significatif.

#### Modernisation de l'économie

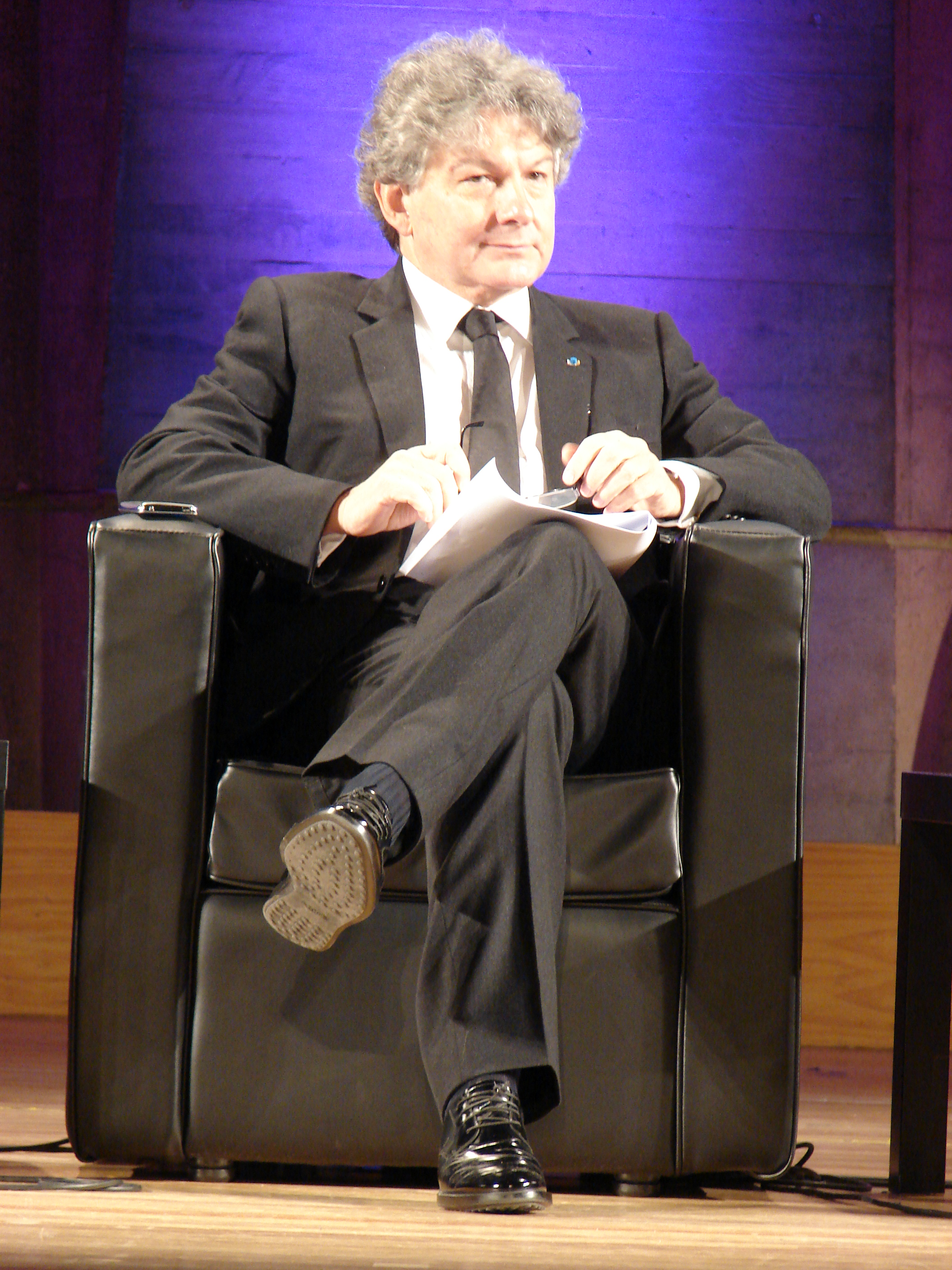
Thierry Breton à la Global Conference de l'Unesco, 4 juin 2013.

Il présente en octobre 2005 une loi sur « la modernisation de l'économie », votée la même année, visant à favoriser l’accès des PME aux marchés financiers, encourager la recherche et promouvoir l’intéressement des salariés aux  résultats de l’entreprise. Il se prononce à cette occasion en faveur de la transcription en droit français du statut de « société européenne », permettant aux entreprises d’opérer dans toute l’UE sur la base d’un ensemble de règles financières unifié.
Il mène parallèlement une réforme de simplification fiscale, réduisant de six à quatre le nombre de tranches d'impôt sur le revenu, et met en place la déclaration de revenus pré-remplie sur Internet.

#### Valorisation du patrimoine immatériel
Il souhaite que la France soit le premier pays à se pencher sur le développement et la valorisation de son patrimoine immatériel. Il confie ainsi en mars 2006 à Maurice Lévy et Jean-Pierre Jouyet un rapport sur l’économie de l’immatériel dans le but de créer une agence du patrimoine immatériel de l’État ayant pour vocation le recensement et la valorisation de ses actifs immatériels (droit à l’image ; marques, etc.). Cette agence (la première au monde de ce type) est mise en place par un arrêté du 23 avril 2007. Ce patrimoine immatériel est comptabilisé pour 10 milliards d'euros d'actifs au bilan annuel de l'État pour 2010.
Il termine son mandat le 15 mai 2007, au terme du quinquennat de Jacques Chirac. La passation de pouvoir avec Jean-Louis Borloo, désigné ministre de l'Économie par le président de la République nouvellement élu Nicolas Sarkozy, a lieu le lendemain.

### Commissaire européen (2019-2024)

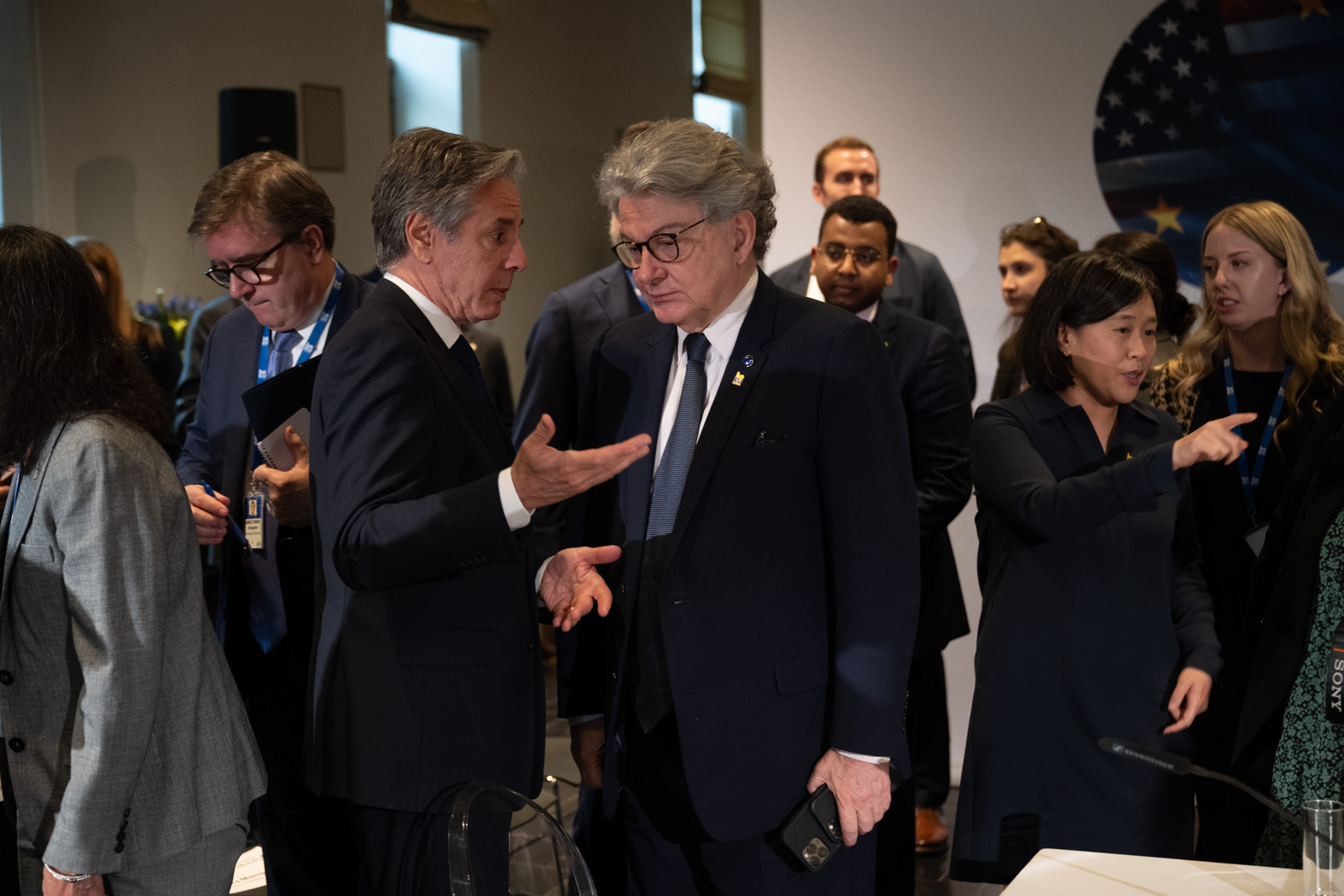
Thierry Breton avec Antony Blinken à Bruxelles, le 5 avril 2024.

En octobre 2019, à la suite du rejet de la candidature de Sylvie Goulard par le Parlement européen, le président de la République, Emmanuel Macron, propose la nomination de Thierry Breton comme membre de la commission von der Leyen, chargé de la politique industrielle, du marché intérieur, du numérique, de la défense et de l'espace. Le 14 novembre 2019, le Parlement européen approuve sa nomination.

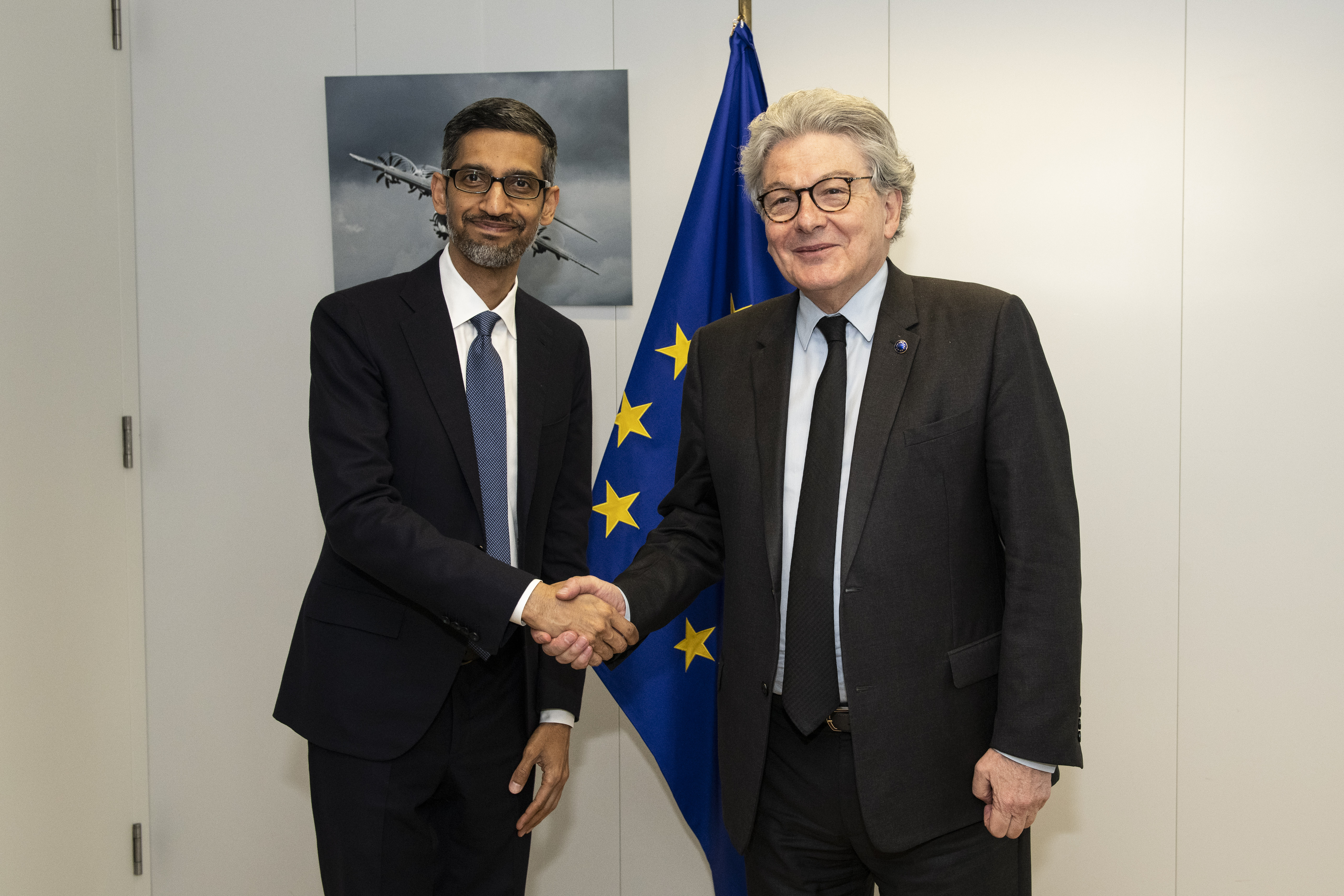
Thierry Breton avec Sundar Pichai, le 24 mai 2023.

En 2021, le média Politico le classe parmi les 28 personnalités européennes les plus puissantes d'Europe, à la seconde place de la catégorie « Disrupteurs ».

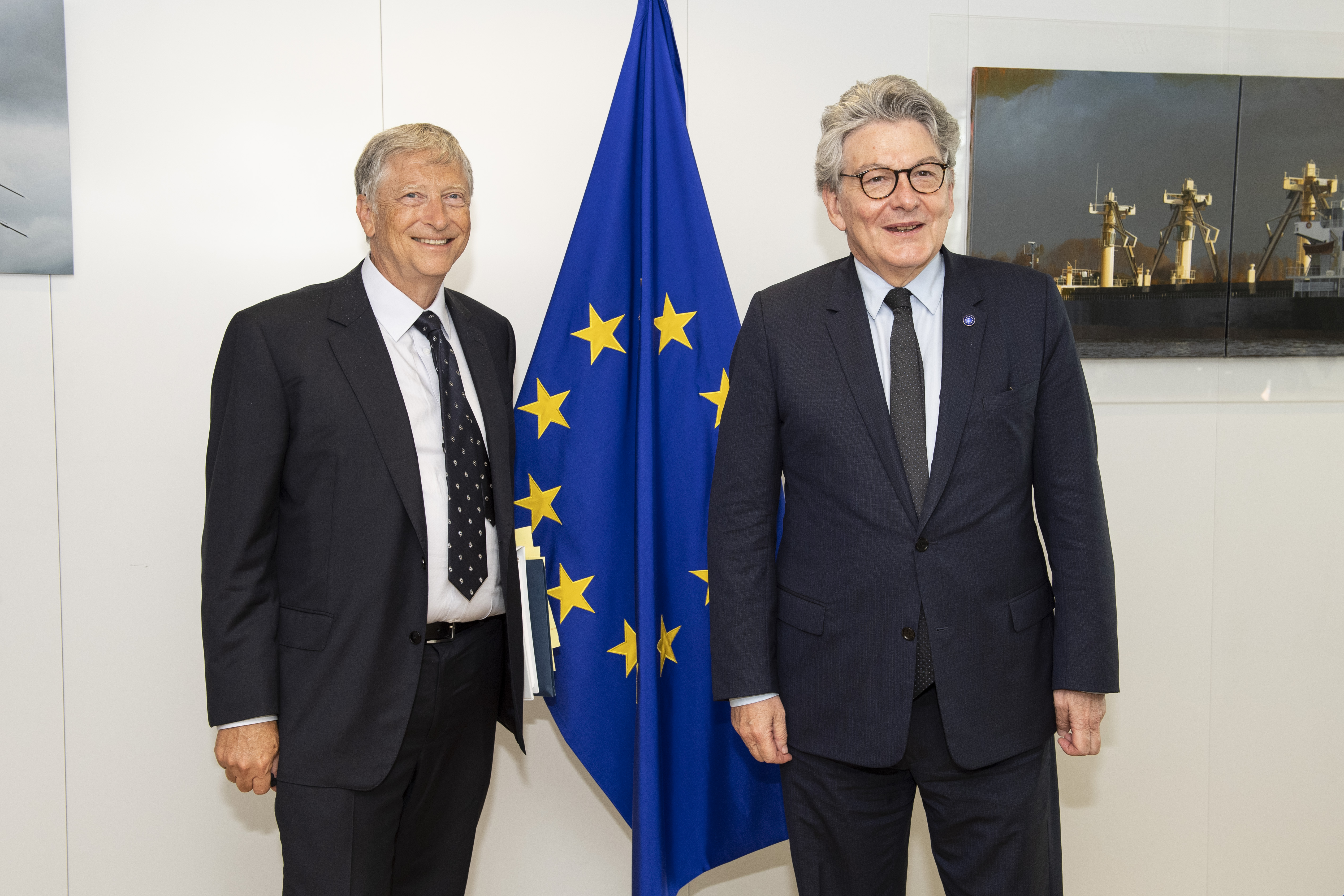
Thierry Breton avec Bill Gates à la Commission européenne, le 19 juillet 2021.

Le 16 septembre 2024, il démissionne, sur fond de divergences avec sa présidente Ursula von der Leyen, n'ayant pas été reconduit malgré une nomination par Emmanuel Macron, Selon le journal Libération, « la présidente de la Commission a expliqué à Emmanuel Macron qu’elle reprochait à Breton d’avoir fait publiquement obstacle à la nomination, en avril, d’un député européen, Markus Pieper, comme «représentant de l’UE pour les PME», une fonction jusque-là honorifique, mais transformée pour l’occasion en poste grassement payé (plus de 20 000 euros par mois pour un contrat de quatre ans qui pourrait être prolongé de deux ans). »
La réalité est plus nuancée. Thierry Breton a effectivement démissionné en septembre 2024, après une relation notoirement tendue avec Ursula von der Leyen. Cependant, les raisons spécifiques sont multiples et liées à des désaccords stratégiques et politiques.
Concernant la nomination de Markus Pieper comme "représentant de l'UE pour les PME" en avril 2024, cela aurait été un facteur parmi d'autres. Breton, qui a toujours prôné un rôle central pour les petites et moyennes entreprises (PME) dans l'économie européenne, aurait vu cette nomination comme une tentative de réduire son influence sur un sujet qu'il considérait comme prioritaire. Il aurait perçu cette décision comme un contournement de son portefeuille de compétences, renforçant les tensions déjà existantes avec Ursula von der Leyen.

Cependant, sa démission semble également être liée à des désaccords plus larges sur la gouvernance de la Commission, notamment sur les politiques industrielles et technologiques, ainsi que sur la gestion interne et les rivalités personnelles.

### Administrateur à l'université et enseignant
De 1997 à 2005, en parallèle de ses fonctions de président-directeur général de Thomson puis de France Télécom, il est président du conseil d’administration de l'université de technologie de Troyes.
À partir de juillet 2007, il quitte la France pour aller enseigner à plein temps pendant deux ans à l'université Harvard aux États-Unis. Son cours de gouvernance enseigné à la Harvard Business School, l'université de management et d'économie de Harvard, s'intitule Leadership and corporate accountability,.
Depuis 2018, il préside le comité stratégique de Sorbonne Université, première université française dans le classement de Shanghai,, à la suite de la fusion entre Paris-Sorbonne (Paris-IV) et Pierre-et-Marie-Curie (Paris-VI) . En juin 2018, il lance une des campagnes de collecte de fonds les plus importantes d'Europe pour un établissement universitaire , avec pour objectif de lever cent millions d'euros d'ici 2022 afin d'accélérer les projets scientifiques.

## Prises de position

### Fonds européen de défense et de sécurité (FEDS)
En janvier 2016, Thierry Breton propose, dans une interview accordée aux Échos, la création d'un Fonds européen de défense et de sécurité. Fonctionnant sur le même principe que le Fonds européen de stabilité financière, le FEDS a vocation à refinancer l'ensemble des dettes des pays de la zone euro liées à la défense et réduire ainsi l'endettement européen, favorisant ainsi la convergence franco-allemande. Cette proposition est également défendue dans le quotidien économique de référence allemand Frankfurter Allgemeine Zeitung (FAZ).

### Débat sur la régulation des télécoms
En juin 2012, Thierry Breton publie une tribune dans Le Monde : « Free menace l'innovation dans les Télécoms » le jour même où Xavier Niel (vice-président et directeur de la stratégie d'Iliad, maison mère de Free) publie dans Les Échos : « Free Mobile : mythes et réalités » ; des tribunes largement commentées qui s'ajoutent au débat de fond sur la politique industrielle, l'emploi et l'innovation dans les télécommunications.

### Élection présidentielle de 2017
Il soutient Alain Juppé pour la primaire présidentielle des Républicains de 2016 puis, après la défaite de ce dernier, appelle à soutenir Emmanuel Macron pendant la campagne présidentielle de 2017. Il rejoint ainsi d'autres anciens ministres chiraquiens ayant appelé à voter pour le candidat d'En marche.
En janvier 2017, il dépose avec l'ancien Premier ministre Jean-Pierre Raffarin un dossier auprès du comité Nobel pour faire reconnaître l'action de Jacques Chirac en faveur de la paix. L'initiative, soutenue par 280 parlementaires français, est également appuyée par des dignitaires étrangers, comme l'ancien Président sénégalais Abdou Diouf.

### Écrivain et essayiste
En 1984, âgé de 29 ans, il publie Softwar, thriller technologique et l'un des premiers livres à se saisir du sujet des virus informatiques, sur fond de tension américano-soviétique. L'ouvrage, coécrit avec l'écrivain Denis Beneich, est traduit dans une dizaine de langues et s'écoule à 1,5 million d'exemplaires. Il est adapté pour la télévision en 1992.
Avec Vatican III, publié en 1985, il imagine que le Vatican tente de renforcer la chrétienté dans le monde par le biais de satellites géostationnaires, donc via la propagande de l'image. L'ouvrage est distingué meilleur roman de science-fiction de l'année à l'occasion des Gutenberg du livre.
Dans Netwar, paru en 1987, il met en scène un réseau de jeunes informaticiens milliardaires à la tête de puissants réseaux de télécommunications. Le livre est distingué par le prix Mannesman-Tally qui récompense le meilleur roman lié à l'informatique.
Il publie ensuite six essais, de 1991 à 2007.

### Débat sur l'énergie nucléaire civile
Thierry Breton est en faveur de l'utilisation de l'énergie nucléaire civile. Il déclare : « Pour parvenir à la neutralité carbone, il faut réellement passer à la vitesse supérieure dans la production d'électricité décarbonée en Europe, sachant que la demande d'électricité elle-même va doubler en trente ans ! Cela implique des investissements considérables pour augmenter les capacités de production des énergies décarbonées : le nucléaire et les énergies renouvelables. ». Il considère qu'« il faudra investir 500 milliards d'euros dans les centrales nucléaires de nouvelle génération » d'ici à 2050.
Alors que l'Union européenne doit trancher si le nucléaire doit être classé parmi les « énergies vertes », Thierry Breton déclare que l'Union européenne aura besoin du nucléaire pour tenir ses objectifs du Green New Deal.
Compte tenu de la guerre en Ukraine et des menaces sur l'approvisionnement en gaz en Europe, il appelle l'Allemagne à prolonger la durée de vie de ses centrales nucléaires pour contribuer à la sécurité énergétique européenne.

### Élections fédérales allemandes de 2025
En janvier 2025, sur RMC, Thierry Breton affirme qu'il sera possible de faire annuler le résultat des élections fédérales allemandes de 2025 en cas de victoire de l'AfD grâce au DSA car cela serait le résultat d'ingérences étrangères faisant référence au soutien de l'entrepreneur américain Elon Musk au parti d'Alice Weidel : « On l'a fait en Roumanie et il faudra évidemment le faire, si c'est nécessaire, en Allemagne. »,,, Elon Musk réagit à ces déclarations en qualifiant Thierry Breton de « tyran de l’Europe ». Depuis janvier 2025, il fait partie du Conseil international de Bank of America.

## Détail des mandats et fonctions

### Administrateur d'entreprises

#### Jusqu’en février 2005, date de son accession au gouvernement français
- administrateur, vice-président de Bull (1996-1997).
- administrateur, président du comité d'audit de Rhodia (1998-2002).Thierry Breton est nommé administrateur de Rhodia en 1998, puis président du comité d'audit jusqu'en 2002. Trois ans plus tard, le 27 juin 2005, dans le cadre de l'affaire Rhodia, une perquisition est menée dans les bureaux de Bercy sans succès. Selon Daniel Lebard, alors PDG d'Albright & Wilson, Thierry Breton, ancien administrateur de Rhodia, aurait été « sauvé » par l'AMF durant cette affaire[174],[175], ce que l'AMF et Thierry Breton démentent, ce dernier obtenant la condamnation de Daniel Lebard pour diffamation[176].
- administrateur de Bouygues Telecom (2000-2002).
- administrateur, président du conseil d'administration de Thomson (anciennement Thomson Multimedia, nouvellement Technicolor.)
- administrateur, président du conseil d'administration de Thomson SA. (TSA).
- administrateur, président du conseil d'administration de France Télécom.
- administrateur, président du conseil d'administration d'Orange.
- administrateur de Schneider Electric.
- administrateur de La Poste.
- administrateur du Centre national d'études spatiales (CNES).
- administrateur de Dexia (Belgique).
- membre du conseil de surveillance d'AXA.

#### De 2007 à novembre 2019, date de sa nomination en tant que Commissaire européen
- Juillet 2008 : élu au conseil d'administration du groupe Carrefour[177].
- Septembre 2007 à 2008 : conseiller (senior adviser) de la banque Rothschild & Cie
- Janvier 2013 : membre du conseil consultatif international de Bank of America[178].

### Fonctions académiques et scientifiques
- administrateur, vice-président du conseil d'administration de l'École Alsacienne.
- Président du conseil d’administration de l'université de technologie de Troyes (UTT, 1997-2005)[179].
- Mars 2015 : élu président de l'Association nationale de la recherche et de la technologie (ANRT)[180].
- Janvier 2016 : élu membre de l'Académie des Technologies[181],[182].

#### Autres
- ancien administrateur du musée du septennat de Jacques Chirac (2001)[183].
- ancien membre du conseil d'orientation de l'Institut Aspen France, un think tank libéral.
- ancien membre du club Le Siècle[184].
- ancien président du « comité des sages » qui se constituerait et se réunirait en cas de disparition prématurée du PDG de LVMH pour veiller à l’intégrité du groupe et à la protection des intérêts des descendants de Bernard Arnault[185].
- Mai 2015 : chef de projet de la Nouvelle France Industrielle pour le secteur de l'Économie des données (big data)[186].

### Fonctions ministérielles
- 26 février 2005 - 31 mai 2005 : ministre de l'Économie, des Finances et de l'Industrie en remplacement d'Hervé Gaymard,
- 2 juin 2005 - 15 mai 2007 : reconduit dans ses fonctions au ministère de l'Économie, des Finances et de l'Industrie dans le gouvernement Dominique de Villepin.

### Fonctions locales
- 21 mars 1986 - 22 mars 1992 : conseiller régional de Poitou-Charentes.

### Fonctions européennes
- Commissaire européen au Marché intérieur (de 2019 à 2024).

## Décorations et distinctions

### Décorations

#### Décorations françaises
- Commandeur de la Légion d'honneur (2015)[187] ; 
  - officier du 9 février 2008[188]
  - chevalier en 1997
- Grand officier de l'ordre national du Mérite (2012)[189] ; 
  - commandeur du 21 juin 2004[189]
  - officier du 21 janvier 2001[190]
  - chevalier du 21 décembre 1993[191]

#### Décorations étrangères
- Grand officier de l'ordre national de la Croix du Sud ( Brésil, 2006).
- Grand-croix de l'ordre du Mérite ( Chili, 2006).
- Commandeur de l'ordre du Mérite civil ( Espagne, 2006).
- Commandeur de l'ordre du Ouissam alaouite ( Maroc, 2010).

### Distinctions
- 1988 : « homme de l’année », Jeunes chambres économiques françaises, Paris, France
- 1988 : The outstanding young person of the world (TOYP), Jaycees, Sydney, Australie
- 1998 : « Global leader of tomorrow » (parmi 102 personnalités), Forum économique mondial, Davos, Suisse[192]
- 2001 : prix du « Stratège de l'année 2000 », Paris, France[193]
- 2001 : citoyen d'honneur de la ville de Foshan, province du Guangdong, République populaire de Chine
- 2003 : « financier de l'année », ANDESE (Association nationale des docteurs ès-science économique et en sciences de gestion), Paris, France[réf. nécessaire]
- 2004 : European Business Leader of the Year, Londres, Royaume-Uni[194]
- 2012 : « prix du Stratège de l'année » par le quotidien Les Échos, Paris, France[195]
- 2015 : prix Montgelas pour son action en faveur de la coopération franco-allemande, Munich, Allemagne[196]
- 2015 : le président du Sénégal lui confère la nationalité sénégalaise, ainsi qu'à son épouse, « au regard de leur implication pour ce pays depuis une trentaine d'années »[197],[198]
- 2016 : prix de « l'industriel de l'année » par la revue L'Usine nouvelle[77]
- 2017 : classé parmi les « 100 patrons les plus performants au monde » par la Harvard Business Review (52e position)[80]. Il est le seul patron français à avoir été distingué par la revue américaine pour la direction de deux entreprises différentes (après la 62e position obtenue en 2010 pour son mandat à France Télécom)[199].

## Publications
- 1984 : Softwar (La Guerre douce), Thierry Breton - Denis Beneich, éd. Robert Laffont, Paris ; thriller technologique.
- 1985 : Vatican III, Thierry Breton, éd. Robert Laffont, Paris
- 1987 : Netwar (La guerre des réseaux), Thierry Breton, éd. Robert Laffont, Paris
- 1991 : La Dimension invisible (Le défi du temps et de l'information), éd. Odile Jacob, Paris ; essai sur la société de l'information[200].
- 1992 : La Fin des illusions, Plon, Paris ; essai qui dénonce l'argent fou de l'immobilier, et la virtualité de l'économie induite par l'informatique, sans gain réel de productivité.
- 1993 : Le Télétravail en France, La Documentation française.
- 1994 : Le Lièvre et la Tortue, essai sur les atouts inattendus de Français, cosigné avec Christian Blanc et dans lequel les auteurs définissent la notion de pôle de compétitivité à la française.
- 1994 : Les Téléservices en France, ou une anticipation précoce du monde de l'internet, La Documentation française.
- 2007 : Antidette, Plon.L'auteur y expose sa vision politique des grands enjeux économiques nourrie de son action et de son bilan au ministère de l'Économie et des Finances. Il y expose sa théorie de la « vertu budgétaire » et propose un plan pour la France de désendettement et de croissance.